# Trygve Schjøtt
Trygve Schjøtt (Bergen, 5 de agosto de 1882 — Kvinnherad, 18 de dezembro de 1960) foi um velejador norueguês, campeão olímpico. Ele competiu nos Jogos Olímpicos de Verão de 1920 na classe 10 Metre e conquistou a medalha de ouro na disputa realizada segundo as regras de 1919 a bordo do Mosk II com Charles Arentz, Otto Falkenberg, Robert Giertsen, Willy Gilbert, Halfdan Schjøtt e Arne Sejersted. Schjøtt se formou na Navigator School e foi oficial da frota mercante norueguesa durante a Segunda Guerra Mundial. Após a guerra, ele se casou com uma inglesa e se mudou para Wallasey.